# Calambac Verlag

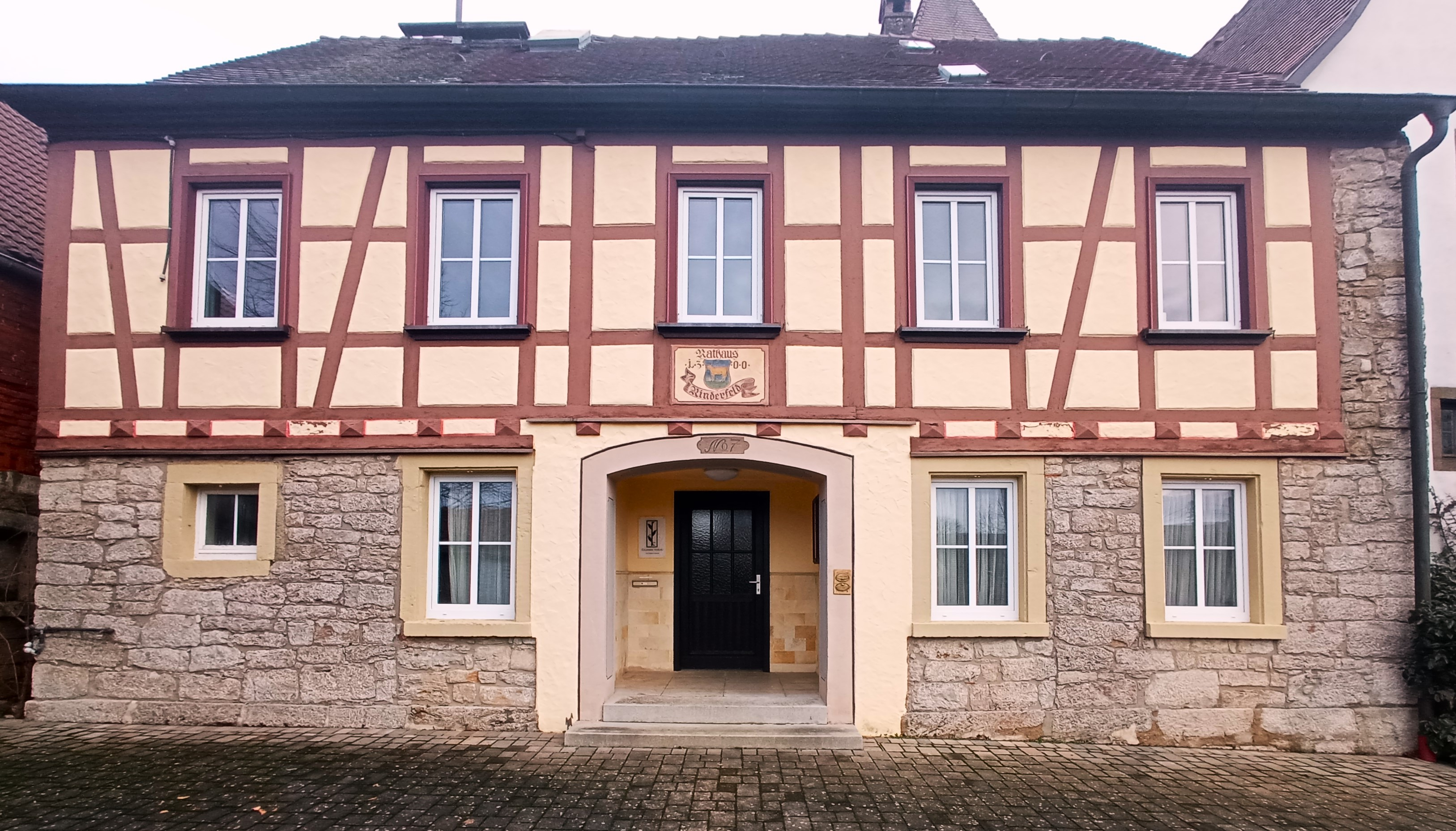
Verlagsgebäude

Der Calambac Verlag ist ein 2011 gegründeter deutscher Buchverlag für Belletristik, Lyrik, Essay und Grafische Literatur mit Sitz in Niederstetten.

## Geschichte
Die aus Madrid stammende Verlegerin Elena Moreno Sobrino studierte Philosophie, Germanistik, Romanistik und Übersetzungswissenschaften an den Universitäten von Berlin, Saarbrücken, Valladolid und Paris. Nach langjähriger Lehr- und Übersetzertätigkeit gründete sie den Calambac Verlag, zunächst mit Sitz in Saarbrücken, um dann im November 2023 ins historische Rathaus Rinderfeld der Stadt Niederstetten überzusiedeln.

## Name und Signet
Das französische Wort Calambac, auch Calambour, bezeichnet das Paradies- oder Adlerholz, dessen kostbarer Duft mit dem Verfall einhergeht. Sein französisches Homophon Calembour bedeutet auf Deutsch Kalauer. Ausgehend von diesem Wortspiel, ist die Grundidee hinter dem Verlagsnamen, die der Verbreitung gut gealterter Literatur, die dank eines Reifeprozesses ihre Qualität entfaltet hat.
Das Logo des Verlags wurde nach einem grafischen Druckerzeugnis von Charles Francis Annesley Voysey gestaltet.

## Verlagsprogramm
Der Verlag wurde mit der Absicht gegründet, Texte renommierter Schriftstellerinnen und Autoren vom Mittelalter bis zur Mitte des 20. Jahrhunderts zu bergen und grafisch zu bereichern. In diesem Geist sollen auch vergessene und zu Unrecht kaum beachtete Werke wieder „ins literarische Leben“ zurückgeholt und dem Lesepublikum zugänglich gemacht werden.

### Calambac Classica
Die Reihe Calambac Classica ist die jüngste im Calambac Verlag. Neu zusammengestellte Anthologien, wie die der Dichterin Emmy Ball-Hennings, Gedichte, Romane und ausgewählte Erzählungen von Autoren wie Robert Musil, Ludwig Rubiner oder Elisabeth Janstein, erscheinen in dieser deutschsprachigen Edition.

### Calambac Bilingua
In der Reihe Calambac Bilingua erscheinen zweisprachige Texte, vornehmlich in Erstübersetzung von im deutschsprachigen Raum wenig bekannten Schriftstellerinnen wie Florencia Pinar, Constance Fenimore Woolson, Sophie de Ségur und Violet Paget u. a., aber auch von anerkannten Essayisten wie Ernest Renan oder Paul Gsell.

### Calambac Trilingua
Die Reihe Calambac Trilingua präsentiert dreisprachige Lektüren, die die Originalfassung mit der Deutschen und einer dritten Sprache konfrontieren, überwiegend mit der Französischen, Englischen und Spanischen. Außerhalb ihrer Länder neu entdeckte Schriftstellerinnen wie die französische Autorin Amable Tastu, von Elena Moreno Sobrino ins Deutsche und Spanische übertragen, werden erstmals in deutscher Übersetzung vorgelegt. Etablierte Schriftsteller wie H.G. Wells oder Autorinnen wie Germaine de Staël werden in überarbeiteter Ausgabe veröffentlicht.

### Calambac Grafica
Die Illustrierten Gedichte, die in der Reihe Calambac Grafica erscheinen, sind das Aushängeschild des Verlages. Angefangen mit der expressionistischen Lyrik von Hugo Ball, verfügt die Edition mittlerweile über eine erlesene Haiku-Reihe. Lyrikerinnen wie Sugita Hisajo und Dichter wie Masaoka Shiki, Yosa Buson und Kobayashi Issa u. a. sind hier zu finden. Der verlagstypische gestalterische Ansatz, jeden Vers graphisch zu interpretieren, wird als Graphic Lyric, beziehungsweise Graphic Lyric Poetry bezeichnet.

## Sonstiges
Der Calambac Verlag ist seit 2018 der Gastverlag aus Deutschland auf der Walfer Bicherdeeg, der Luxemburger Buchmesse.
Der Verlag organisiert zusammen mit dem deutschen und französischen Buchhandel regelmäßig Lesungen in deutscher und französischer Sprache.